# Sankt Konrad
St. Konrad (hay Sankt Konrad) là một thị xã ở huyện Gmunden của bang Oberösterreich ở nước Áo. Đô thị này có diện tích 19,3 km², dân số thời điểm ngày 31 tháng 12 năm 2005 là 1066 người. Thị xã này nằm ở độ cao 585 m trên mực nước biển. Khu vực này là một phần của vùng nghỉ dưỡng Salzkammergut tại Áo.